# Anton Krošl
Anton Krošl (ur. w 1905 w Brežicach, zm. 2 maja 1945) – słoweński wykładowca akademicki, historyk i poeta, przywódca organizacji Pobratim i kolaboracyjnego Narodowego Legionu podczas II wojny światowej.

## Życiorys
Ukończył gimnazjum humanistyczne w Mariborze. Studiował filozofię na uniwersytecie w Lublanie; dyplom uzyskał latem 1930 r. Studia kontynuował w Caen i Paryżu we Francji. Wykładał na akademii w Lublanie. Napisał uniwersytecki podręcznik historii powszechnej, masowo używany w Królestwie Jugosławii.
Po zajęciu kraju przez wojska osi w kwietniu 1941 r., założył latem tajną paramilitarną organizację Pobratim. Działała ona zarówno przeciwko komunistom, jak też niemieckim i włoskim okupantom. Anton Krošl opowiadał się za przywróceniem monarchii po zakończeniu wojny i zachowaniu jedności kraju. Latem 1943 r. na bazie Pobratim utworzył kolaboracyjną formację zbrojną pod nazwą Narodna legija, która współdziałała z Włochami, a po ich wyjściu z wojny we wrześniu z Niemcami. Latem 1944 r. aresztowało go Gestapo w związku z działalnością na rzecz niepodległej Słowenii. Został osadzony w obozie koncentracyjnym Dachau, a następnie KL Neuengamme. Pod koniec kwietnia 1945 r. wraz z pozostałymi więźniami brał udział w marszu śmierci do wybrzeża Zatoki Lubeckiej, gdzie 26 kwietnia zaokrętowano go na statek pasażerski SS Cap Arcona. Niemcy prawdopodobnie zamierzali zatopić go w następnych dniach, aby ukryć dowody swoich zbrodni. 2 maja statek został zatopiony przez brytyjskie samoloty; podczas tego ataku zginął A. Krošl.